# Велики презир
Велики презир је српска рок група из Врбаса. Основана је 1994. године и до сада је издала четири студијска албума.

## Биографија
Велики презир формирао је Владимир Коларић јуна 1994. године. У оригиналној постави, (осим Коларића) били су још и Славко Контра, Предраг Илчешин и Душан Кузмановић. Одмах по оснивању, бенд прави свој први демо, за песму Само тебе знам. За ову песму је снимљен спот у режији Аце Илића на пролеће 1995. године, и песма постаје хит на свим ТВ и радио станицама.
На лето 1996. године Велики презир снима свој први албум под називом Велики презир који се на тржишту појавио у јесен исте године. Поред песме Само тебе знам која је још пре објављивања албума постала хит, са плоче се издвајају још два сингла: Не знам и Добро је. И за ове песме спотове режисира Аца Илић. После тога почињу и израженије концертне активности. Између осталог, Велики презир почетком 1997. године одржава концерте на НС плусу и у клубу Црна мачка, којима улази у сам врх српске поп-рок сцене.
У јуну месецу 1997. године група снима свој први концертни албум, под именом 1 2 3 4. На њему се налази једанаест песама са прошлог албума, плус дванаеста, песма Удица, која до тада није објављивана. Након тога долази до персоналних промена у Великом презиру: групи се се тада придружили Драга Антов (басиста групе Оружјем противу отмичара), Роберт Телчер (гитариста групе (Boye)) и млади и перспективни бубњар Борис Мандић.
Крајем 1999. године, у продукцији радија Б92 појавила се компилација под називом Корак напред, два корака назад, на којој се нашла и група Велики презир са обрадом песме Океан од групе Ла Страда. По мишљењу многих музичких критичара група Велики презир је оставила најјачи утисак на овој компилацији младих бендова Србије.
Други студијски албум Великог презира под називом Бразде се појавио на тржишту марта 2001. године. Као најава овог албума избачен је пилот сингл са песмом Данима који се појавио годину дана раније од албума. На албуму се та песма појављује у знатно мирнијој продукцији од верзије са сингла. Касније се са албума снима спот за песму Морам да знам.
Четири године касније, крајем 2005, Велики презир објављује и свој трећи студијски албум под именом Рука без повратка. Истовремено се појављује и сингл Коњ. Овим албумом се поново мења постава бенда: на месту бубњара дошао је Роберт Радић (некадашњи бубњар новосадске групе Love Hunters), а бас-гитару свира Душан Шеварлић.

## Чланови групе

### Садашњи
- Владимир Коларић [а] — вокал, гитара (1994—)
- Роберт Телчер [б] — гитара (2001—)
- Борис Младеновић [в] — бас-гитара (2007—)
- Роберт Радић [г] — бубањ (2005—)

### Бивши
- Душан Шеварлић [д] — бас-гитара (2005—2007)
- Драга Антов [ђ] — бас-гитара (1997—2005)
- Борис Мандић — бубањ (1997—2005)
- Славко Контра — гитара (1994—1997)
- Предраг Илчешин — бас-гитара (1994—1997)
- Душан Кузмановић — бубањ (1994—1997)

## Дискографија

### Студијски албуми
- Велики презир (Метрополис рекордс, 1996)
- Бразде (Б92, 2001)
- Рука без повратка (Б92, 2005)
- Никадјекрај (Б92, 2009)

### Албуми уживо
- 1 2 3 4 (Аутоматик, 1997)

### издања
- Светлост и дим (Одличан хрчак, 2012)

### Учешћа на компилацијама
- Устани и крени (Метрополис рекордс, 1996) — песма Само тебе знам
- (Аутоматик, 1999) — песме Само тебе знам и Између
- Корак напред, 2 корака назад (1999) — песма Океан
- Апсолутних сто (музика из филма) (Комуна, 2001) — песма Необична сумња
- Tribute to Gloomy One (Културни центар Зрењанина, 2003) — песма
- Компилација: Метрополис вол. 1 (Метрополис рекордс, 2001) — песма Добро је
- Компилација: Метрополис вол. 2 (Метрополис рекордс, 2001) — песма Само тебе знам
- Сигурно најбољи (Б92, 2006) — песма Морам да знам
- (Одличан хрчак, 2011) — песма То
- Јутро ће променити све — Музика из серије (ПГП РТС, 2018) — песма То